# 友達の恋人
友達の恋人（ともだちのこいびと）はTBS系列で1997年4月10日から1997年6月26日に放送されたテレビドラマ。主演は桜井幸子と瀬戸朝香。ステレオ放送、文字多重放送が実施された。

## キャスト
- 里美真子：桜井幸子

穏やかな印象の女性。正反対のタイプの晶を慕い、ルームシェアを開始。しかし柏木への恋心から嘘をつき、晶を陥れてしまった事も。最終回では牧村から晶を庇い落命。　
- 水沢晶：瀬戸朝香

画家志望。面倒見が良くさっぱりした性格で真子とルームシェアをしている。柏木に恋をするが、真子の策略で敗北。画家として成功した頃、真実を知って激怒。真子に怒りをぶつけた事がある。牧村と組んでいたが彼の偏執狂的な性格に振り回される。　
- 柏木朋也：安藤政信
- 司賢一：加藤晴彦
- 松苗良一：団時朗
- 里美良輔：三浦浩一
- 牧村慎二：加勢大周

## 主題歌
- FOUR TRIPS「WONDER」(ファンハウス)

ドラマで主題歌として流れたテレビサイズ・バージョンのほか、シングル・バージョンとアルバム・バージョンがあり、それぞれ別テイクである。

## スタッフ
- 脚本：小松江里子
- 音楽：長谷部徹
- プロデュース：伊藤一尋
- 演出：吉田健、松原浩、那須田淳
- 制作著作：TBS

## サブタイトル
1. 永遠の片思い
2. ひとりぼっちのバースデー
3. あの人と結ばれた夜
4. 私があなたにできること
5. 終らない恋心
6. 友情より恋を選ぶ時
7. あの人の選んだ答え
8. 哀しみの結婚式、そして二年後
9. 憎しみの誘惑者
10. 愛の復讐I
11. 愛の復讐II
12. なぜ、同じ人を愛したのですか。